# Vattenfall Cyclassics 2011

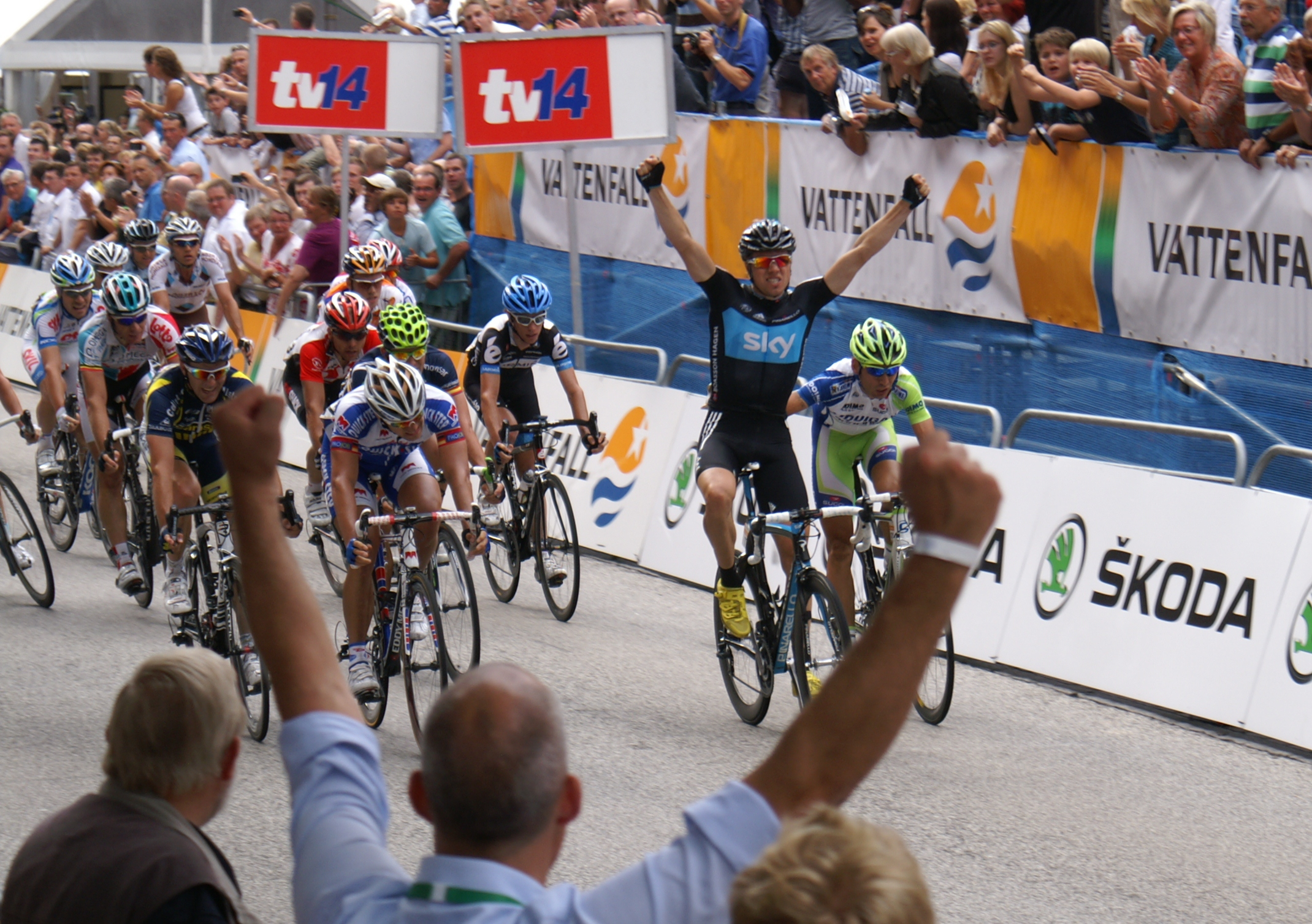
Edvald Boasson Hagen celebrant la seva victòria a la Vattenfall Cyclassics 2011

La Vattenfall Cyclassics 2011 era la 16a edició de la cursa ciclista Vattenfall Cyclassics. Es va disputar el diumenge 21 d'agost de 2011 en un recorregut de 216,4 km que tenia l'origen i final a Hamburg.
La victòria fou pel noruec Edvald Boasson Hagen (Team Sky), que s'imposà en un esprint massiu per davant de l'alemany Gerald Ciolek (QuickStep Cycling Team) i l'eslovè Borut Bozic (Vacansoleil-DCM).

## Equips participants
En la cursa hi prenen part 21 equips de 8 ciclistes cadascun: els 18 equips UCI World Tour i tres equips continentants professioanls convidats (Skil-Shimano, Team NetApp i CCC Polsat-Polkowice).
| N.      | Code | Équipe              |
| ------- | ---- | ------------------- |
| 1-8     | GRM  | Garmin-Cervélo      |
| 11-18   | SKY  | Team Sky            |
| 21-28   | OLO  | Omega Pharma-Lotto  |
| 31-38   | LEO  | Leopard Trek        |
| 41-48   | BMC  | BMC Racing Team     |
| 51-58   | THR  | Team HTC-High Road  |
| 61-68   | LAM  | Lampre-ISD          |
| 71-77   | SBS  | Saxo Bank-Sungard   |
| 81-88   | RSH  | Team RadioShack     |
| 91-98   | LIQ  | Liquigas-Cannondale |
| 101-108 | RAB  | Rabobank ProTeam    |

| N.      | Code | Équipe                 |
| ------- | ---- | ---------------------- |
| 111-118 | KAT  | Team Katusha           |
| 121-126 | EUS  | Euskaltel–Euskadi      |
| 131-138 | AST  | Astana Qazaqstan Team  |
| 141-148 | MOV  | Movistar Team          |
| 151-158 | ALM  | AG2R La Mondiale       |
| 161-168 | QST  | QuickStep Cycling Team |
| 171-177 | VCD  | Vacansoleil-DCM        |
| 181-188 | SKS  | Skil-Shimano           |
| 191-198 | CCC  | CCC Polsat-Polkowice   |
| 201-208 | APP  | Team NetApp            |

## Classificació final
| #  | Ciclista               | Equip                  | Temps      | Punts UCI |
| -- | ---------------------- | ---------------------- | ---------- | --------- |
| 1  | Edvald Boasson Hagen   | Team Sky               | 4h 49' 40" | 80        |
| 2  | Gerald Ciolek          | QuickStep Cycling Team | m.t        | 60        |
| 3  | Borut Bozic            | Vacansoleil-DCM        | m.t        | 50        |
| 4  | Simone Ponzi           | Liquigas-Cannondale    | m.t        | 40        |
| 5  | José Joaquín Rojas     | Movistar Team          | m.t        | 30        |
| 6  | Jurgen Roelandts       | Omega Pharma-Lotto     | m.t        | 22        |
| 7  | Simon Clarke           | Astana Qazaqstan Team  | m.t        | 14        |
| 8  | Manuel Antonio Cardoso | Team RadioShack        | m.t        | 10        |
| 9  | Grega Bole             | Lampre-ISD             | m.t        | 6         |
| 10 | Michel Kreder          | Garmin-Cervélo         | m.t        | 2         |